# Andrija Bartulić
Andrija Bartulić  (rođen 1967. − 13. listopada 2004.) bio je hrvatski branitelj tijekom Domovinskog rata. 

## Domovinski rat
U obranu Hrvatske uključio se kao pripadnik pričuvnog sastava MUP RH-a u Splitu. Nakon toga pridružio se 4. gardijskoj brigadi Oružanih snaga Republike Hrvatske. U borbama za obranu Zadra listopada 1991. ranjen je kod Dračevca. Prostrijeljen mu je prsni koš, no čim se osjetio bolje, vratio se u postrojbu. S 4.gbr HV bio je po svim ratištima. Došao je do položaja zapovjednika Treće bojne. Sudjelovao je u svim velikim operacijama HV-a u kojiima je bila 4. gbr: Maslenica, Zima 94, Ljeto 95, Skok 1, Skok 2, Oluju, Maestral i Južni potez. Za hrabrost i požrtvovnost koju je pokazao u Domovinskom ratu dobio je niz pohvala, medalja i odlikovanja, te samokres PHP. Umirovljen je u činu pukovnika u travnju 2004. godine.
Poslije rata bio je predsjednik splitske Hvidre.  Bio je 80%-tni hrvatski ratni vojni invalid.
Preminuo je od prostrijelne rane vrata i prsnog koša s oštećenjem rebara, prsne kralježnice i leđne moždine. Na njega je pucano ispred Hvidrine garaže u Splitu. Poživio je još nekoliko dana nakon oružanog napada, nakon čega je umro u splitskoj bolnici.
Pokopan je u obiteljskoj grobnici u Kongori kod Tomislavgrada.

## Nagrade i priznanja
- Spomenica Domovinskog rata
- Spomenica domovinske zahvalnosti
- Red hrvatskog križa
- Red Nikole Šubića Zrinskog
- Red hrvatskog trolista
- medalja za iznimne pothvate
- medalja Ljeto 95
- medalja Oluja

U spomen na Andriju Bartulića od 2005. održava se memorijal Andrija Bartulić Toni.

## Vanjske poveznice
- Siniša Klarica: Vikali su da nadiru tisuće ustaša, a bilo nas je 225 hrvatskih vojnika, Zadarski list, 9. listopada 2012.